# 2049年5月31日日食
2049年5月31日日食为一次在协调世界时2049年5月31日出現的一次日環食。該次日食食分為0.9631，食甚維持時間4分45秒。

## 概述
這次日食的食分是0.9631，環食維持4分45秒。

此次日環食過程中月影在地表移動的動畫

## 基本參數
- 類型：日環食
- 食最大地點資料：
  - 日期：2049年5月31日
  - 時間：13時59分59秒
  - 地點：15N 30W
  - 食分：0.9631
  - 日環食持續時間：4分45秒

## 外部連結
- NASA未來日食資料（页面存档备份，存于）
- 可見區域圖和時間統計：由弗雷德·埃斯佩纳克做出的日食預報，NASA/GSFC
  - Google互動地圖呈現的日食範圍
  - 貝塞爾元素